# Henry Ephron
Pour les articles homonymes, voir Ephron.
Henry Ephron est un scénariste, producteur et réalisateur américain né le 26 mai 1911 dans le Bronx, New York (États-Unis), mort le 6 septembre 1992 à Woodland Hills (États-Unis).

## Filmographie
scénariste
- 1944 : Bride by Mistake (en)
- 1947 : Always Together
- 1948 : Wallflower (en)
- 1949 : John Loves Mary
- 1949 : Le Grand Tourbillon (Look for the Silver Lining)
- 1950 : Gare au percepteur (The Jackpot)
- 1951 : Sur la Riviera (On the Riviera)
- 1952 : Six filles cherchent un mari (Belles on Their Toes)
- 1952 : What Price Glory
- 1954 : La Joyeuse Parade (There's No Business Like Show Business)
- 1955 : Papa longues jambes (Daddy Long Legs)
- 1956 : Carousel
- 1957 : Une Femme de tête (The Desk set)
- 1963 : Le Combat du capitaine Newman (Captain Newman, M.D.)

producteur
- 1956 : Carousel
- 1956 : À vingt-trois pas du mystère (23 Paces to Baker Street)
- 1956 : Les Rois du jazz (The Best Things in Life Are Free)
- 1957 : Une Femme de tête (The Desk set)
- 1958 : Sing Boy Sing
- 1958 : Un certain sourire (A Certain Smile)

réalisateur
- 1958 : Sing Boy Sing